# Karen Findlay
Pour les articles homonymes, voir Findlay.
Pas d'image ? Cliquez ici

a Compétitions nationales et continentales officielles uniquement.

b Matchs officiels uniquement.
Karen Findlay, née le 27 mai 1968 à Cullen (Écosse), est une joueuse internationale écossaise de rugby à XV occupant le poste de pilier. Après sa carrière de joueuse, elle devient entraîneuse.

## Biographie
Karen Findlay naît le 27 mai 1968 à Cullen en Écosse.
Elle joue en club pour le Richmond FC (en).
Elle est internationale et évolue avec l'équipe d'Écosse au plus haut niveau.
Elle a fait ses débuts internationaux contre l'équipe du pays de Galles en 1996.
Elle est la capitaine de l'équipe qui a remporté le Trophée européen en 2001.
En février 2005, elle fête son cinquantième capitanat avec sa sélection.
Elle fait partie de l'équipe qui se rend à Edmonton au Canada pour disputer la Coupe du monde 2006. À la fin de sa carrière internationale, elle compte 85 capes avec son pays.
Elle a porté les couleurs des Lionnes Britanniques et Irlandaises.
Elle est officier de police. 
Après sa carrière de joueuse elle devient entraîneuse et dirige le Richmond FC (en), l'équipe d'Écosse ainsi que les Aylesford Bulls (en), devenues ensuite les Harlequins. 

## Palmarès
- 85 sélections avec l'équipe d'Écosse.
- Participation à la Coupe du monde 2006.
- Participations au Tournoi des Six Nations.